# Obchodní značka
Obchodní značka (anglicky "brand", tedy "značka") je termín z oblasti obchodu a marketingu označující značku konkrétních výrobků, služeb, organizace nebo i jednotlivce. Rozumí se jí nejen logo a vizuální prezentace, ale hlavně podstata toho, jak zákazníci pocitově vnímají a jak se ztotožňují se samotnou společností, jejími hodnotami, produkty nebo službami.

## Účel
Obchodní značka má následující účely:
- sjednocuje určité zásady a hodnoty výrobce (např. kvalitu, konkurenční nebo zákaznické výhody, dodatečné služby a bonusy, celkovou úroveň, prestiž…)
- tento soubor zásad a hodnot dané značky asociuje (spojuje, symbolizuje) do zboží pod touto značkou vyráběného
- usnadňuje identifikaci tohoto značkového zboží (nebo služeb) zákazníky
- dodává určitou přibližnou (i když neexplicitní) záruku kvality, vycházející ze zvučnosti dané značky (či alespoň předpoklad, že tuto úroveň jakosti lze očekávat)
- pro zákazníka vytváří něco, k čemu může do určité míry přimknout (pro některé značky existují fan kluby, pravidelné (sponzorované) soutěže, různé doprovodné/studijní/obecně prospěšné programy, atd.)
- pro výrobce představuje brand výhodu stanovit pro tyto výrobky vyšší ceny (resp. ceny, které odpovídají „zvučnosti“ dané značky)

## Brand
Obchodní značka, která má vlastní identitu a je schopna být prezentována i bez výrobku, je též často označována anglickým slovem brand.
Jedním z rizik komunikace značky je její zobecnění (apelativizace). Původně unikátní název začne být používán i na konkurenční výrobky (lux, žiletky apod.). O tom, zda je apelativizace obchodní značky výhodou, nebo nevýhodou, se vedou spory. Mnohdy závisí na konkrétních okolnostech, které musí vzít tvůrce značky v úvahu.
| „            | Vaše značka je to, co o vás říkají ostatní lidé, když zrovna nejste v místnosti. | “ |
| — Jeff Bezos |                                                                                  |   |

| „              | Značka je to, co vám zůstane, když vám shoří továrna. | “ |
| — David Ogilvy |                                                       |   |

## Branding
Slovo branding představuje komplex všech úkonů, které vedou k vybudování úspěšného brandu. Od tvorby jeho názvu, loga (logotypu, barevné kombinace, možných symbolů v něm, …), sloganu, claimu, jeho umístění (positioning), výběr způsobu dikce a komunikace se zákazníky; tzv. vyprávění příběhu (definice toho, co by si měli zákazníci ve spojení s tímto brandem představit a s jakými hodnotami by si ho měli asociovat), posilování jména značky, tvorba cen (na základě hodnoty brandu a určité strategie, srovnej tzv. baťovské ceny), vztahy s veřejností nebo aktivity nad rámec vztahu „prodejce – zákazník“.

### Pěstování značky
Značka může představovat samotného výrobce zboží (pokud se rozhodne „kult značky“ pěstovat), většinou je ale něčím víc – dalo by se říci, že jednotliví výrobci brand vytvářejí coby určitou nekonvenční, neverbální formu komunikace s koncovými zákazníky. Brand současně s určitou mírou abstrakce ztělesňuje médium nebo prostředek, do kterého mohou výrobci (nebo marketingoví specialisté, pracující pro ně) „vložit“ hodnoty, které chtějí, aby brand obsahoval (nebo spíš ztělesňoval či symbolizoval), a se kterými by se mohli spotřebitelé ztotožnit. Na základě toho je možno zacílit výrobky pod touto značkou na určitou cílovou skupinu. Tento trend lze nejvíce vidět v oblastech luxusnějšího zboží, např. šperků, módního zboží a kosmetiky. Možná ještě znatelnější je u parfémů, hodinek či osobních automobilů, proniká ale i do jiných oblastí, včetně např. sportovního vybavení, spotřební elektroniky, atd. Ze služeb, jejichž poskytovatelé si pěstují brand, mohou patřit některé kosmetické salóny, fitness centra nebo například hotelové řetězce.

### Brandová řada
Brandová řada (anglicky brand line) umožňuje uvedení různých podtypů produktu pod společným, ideálně již zavedeným jménem značky. Příkladem mohou být různé podtypy nápojů Coca-Cola nebo Kinder čokolády.

### Rozšíření brandu
Rozšíření brandu (anglicky brand extension) znamená, že silné existující jméno je použito na odlišné produkty. Například rozšíření značky Michelin na Michelinův průvodce po restauracích nebo přenos značek Adidas a Puma na výrobky pro osobní hygienu. Rizikem při rozšiřování brandu je jeho rozředění (anglicky brand dilution), což znamená že původně silné jméno značky ztratí asociaci s tržním segmentem, oblastí výroby, kvalitou nebo cenou.

### Zvukový branding
Zvukový branding, audio branding nebo sonic branding jsou různé názvy pro jednu oblast marketingu, která se věnuje tomu, jak má značka znít lidskému sluchu. Jedná se o „umění vytvářet výraznou zvukovou identitu značky, která vyjadřuje její osobnost a hodnoty a současně se zvuková stopa shoduje s vizuálními body.“  Jiná definice mluví o „the strategic alignment of audio assets used to reinforce a brand’s identity,“  tedy o jakémsi sladění audio prvků značky pro posílení její identity.

## Nejcennější globální značky
Hodnota značek, respektive ochranných známek se velmi rychle mění. Následujících 5 tabulek ilustruje, jak se změnil žebříček 10 nejhodnotnějších ochranných známek od roku 2006 do roku 2019.

### 2019
| Pořadí | Brand      | Cena mld USD |
| ------ | ---------- | ------------ |
| 1      | Apple      | 234,241      |
| 2      | Google     | 167,713      |
| 3      | Amazon     | 125,263      |
| 4      | Microsoft  | 108,847      |
| 5      | Coca-Cola  | 63,365       |
| 6      | Samsung    | 61,098       |
| 7      | Toyota     | 56,246       |
| 8      | Mercedes   | 50,832       |
| 9      | McDonald's | 45,362       |
| 10     | Disney     | 44,352       |

### 2015
| Pořadí | Brand            | Cena mld USD |
| ------ | ---------------- | ------------ |
| 1      | Apple            | 170,276      |
| 2      | Google           | 120,314      |
| 3      | Coca-Cola        | 78,423       |
| 4      | Microsoft        | 67,670       |
| 5      | IBM              | 65,095       |
| 6      | Toyota           | 49,048       |
| 7      | Samsung          | 45,297       |
| 8      | General Electric | 42,267       |
| 9      | McDonald's       | 39,809       |
| 10     | Amazon           | 37,948       |

Zdroj: 

### 2012
| Pořadí | Brand        | Cena mld USD |
| ------ | ------------ | ------------ |
| 1      | Apple        | 182,957      |
| 2      | IBM          | 115,985      |
| 3      | Google       | 107,857      |
| 4      | McDonald's   | 95,188       |
| 5      | Microsoft    | 76,651       |
| 6      | Coca-Cola    | 74,286       |
| 7      | Marlboro     | 73,612       |
| 8      | AT&T         | 68,870       |
| 9      | Verizon      | 49,151       |
| 10     | China Mobile | 47,041       |
| 11     | GE           | 45,810       |
| 12     | Vodafone     | 45,033       |

Zdroj: Millward Brown BrandZ Global Top 100 (2012) 
Zdroj: Události ČT, 22. 5. 2012 

### 2011
| Pořadí | Brand        | Cena mld USD |
| ------ | ------------ | ------------ |
| 1      | Apple        | 153,285      |
| 2      | Google       | 111,498      |
| 3      | IBM          | 100,849      |
| 4      | McDonald's   | 81,016       |
| 5      | Microsoft    | 78,243       |
| 6      | Coca-Cola    | 73,752       |
| 7      | AT&T         | 69,916       |
| 8      | Marlboro     | 67,522       |
| 9      | China Mobile | 57,326       |
| 10     | GE           | 50,318       |

Zdroj: Millward Brown BrandZ Global Top 100 (2011) 

### 2006
| Pořadí | Brand            | Cena mld USD |
| ------ | ---------------- | ------------ |
| 1      | Microsoft        | 67,000       |
| 2      | Coca-Cola        | 56,926       |
| 3      | IBM              | 56,201       |
| 4      | General Electric | 48,907       |
| 5      | Intel            | 32,319       |
| 6      | Nokia            | 30,131       |
| 7      | Toyota           | 27,941       |
| 8      | Disney           | 27,848       |
| 9      | McDonald's       | 27,501       |
| 10     | Mercedes-Benz    | 21,795       |
| 11     | Citi             | 21,458       |
| 12     | Marlboro         | 21,350       |

Zdroj: The World's Top Brands

## Nejcennější značky českého původu
Mezi nejcennější české značky nebo značky českého původu patří nebo patřily pravděpodobně Škoda Auto, Pilsner Urquell, Budvar, Baťa, Kofola (součást Skupiny Kofola), česká společnost Seznam.cz, snad i Student Agency, jejíž hodnota není známá, nebo Sazka.

## Cena za značku
Nejlepší značky, které v konkurenci ostatních obstojí, mají tradici a punc kvality, si mohou dovolit uvádět na trh své zboží a služby podstatně dražší než u neznačkových alternativ. Rozdíl ceny je do určité části vykoupen např. způsobem přípravy, použitím kvalitnějších materiálů, přísnější kontrolou kvality nebo např. manuální výrobou; na druhé straně určité procento z tohoto rozdílu je jakási nespecifikovaná „přirážka za značku“. Zákazníci se ale neorientují pouze podle ceny, a zejména v zemích Prvního světa je mnoho těch, kteří jsou schopni a ochotni si za značkovou kvalitu připlatit. To výrobcům nabízí možnost zaměřit se jen na tyto zákazníky a změnit (nebo od začátku koncipovat) svoji strategii na výrobu menšího množství kvalitnějších výrobků ale s větším ziskem z každého z nich.

## Ochrana značky
Právo poskytuje ochranu označením, která jsou schopná odlišit výrobky jednoho podnikatele od druhého, a to z několika důvodů.
Z hlediska správné funkce trhu nutné zajistit, aby se spotřebitel/zákazník mohl při koupi určitého druhu výroku svobodně rozhodnout jak „kvalitní“ výrobek si koupí. Tento stav nastává především u zboží, jehož kvalitu nelze pohledem při nákupu spolehlivě určit (např. zboží komplexní povahy nebo balené). Kvalitu výrobku vždy určuje výrobce; některý výrobce vsadí na vysokou funkčnost, kvalitu a estetiku, jiný se omezí na funkčnost, což se odrazí i ve výrobní ceně. Nicméně konečná cena není spolehlivým indikátorem ceny výrobní a tedy ani kvality výrobku. Spotřebitel se často až systémem pokus omyl dozví, jak kvalitní výrobek zakoupil. Zde právě obchodní označení výrobku, které jeden výrobek odlišuje od druhého, spotřebiteli umožní do budoucna se výrobku buďto vyvarovat, nebo ho opět vyhledat. Existuje tak veřejný zájem na tom, aby výrobci/prodejci své zboží odlišovali pro snazší orientaci spotřebitele na trhu. Spotřebitel nechce pokaždé kupovat neurčitou rýži, ale chce rýži od podnikatele A, protože se mu v minulosti osvědčila, zatímco rýže od podnikatele B nebo pouze rýže neoznačená nikoliv. Tím že spotřebitel má možnost se ze zkušenosti učit, dojde časem k vyloučení těch výrobců, jejichž zboží neodpovídá poptávce (je příliš nekvalitní, nebo je příliš drahé).
Výrobci a prodejci naopak mají zájem své výrobky od konkurence odlišit a tím spotřebitele přemluvit, že právě zboží od nich je pro ně lepší než to konkurenční (přestože často je cena i kvalita obdobná, nemusí tomu tak být). Vybudování povědomí o označení výrobku nebo služby u spotřebitele je však časově a finančně nákladné. Při absenci financí lze povědomí budovat dlouhodobou přítomností na trhu. Označení lze však na trhu etablovat i pomocí masivních reklamních kampaní, které jsou však finančně nákladné.
Obrácenou stranou mince je skutečnost, že konkurent má vždy zájem svůj neetablovaný/nekvalitní výrobek prodat spotřebiteli s co minimálními náklady na výrobu a propagaci. Nejlehčím způsobem je vydávat svůj výrobek za výrobek etablované značky (padělek/plagiát). V méně extrémních případech se konkurent nesnaží označení a výrobek stoprocentně imitovat, ale snaží se vlastním označením co nejvíce přiblížit označení etablovaného konkurenta a spotřebitele zmást podobností označení. Tím neetablovaný konkurent doufá, že spotřebitel si bude podvědomě asociovat pozitiva etablované značky protože konkurenční označení vytváří obdobný dojem.
Aby byl chráněn jak veřejný zájem, tak také investice podnikatelů, umožňuje zákon chránit název/značku několika způsoby:
- Ochranné známky (v ČR na základě zákona č. 441/2003 Sb., o ochranných známkách, v platném znění) – Ochranná známka je označením, které je zapsáno v nějakém rejstříku (např. rejstřík ochranných známek Úřadu průmyslového vlastnictví, nebo u jiné obdobné národní či regionální instituce).
- Průmyslový vzor – Chrání určitý estetický vzhled výrobků. V určitých případech lze též použít autorskoprávní ochranu (copyright), která je však díky své neformální povaze nespolehlivá, respektive může být obtížné ji prokázat.

Ochrana obecnou právní úpravou podle občanského zákoníku či zákona o obchodních korporacích je pouze tou nejnižší, neexplicitní formou ochrany, které má celou řadu limitů.